# Blyth Arena
Blyth Arena var en ishall i Squaw Valley, Kalifornien, USA. Den byggdes 1959 med en publikkapacitet på 8 500 åskådare. Vid olympiska vinterspelen 1960 var det här man spelade ishockey och åkte konståkning. Då ståplatserna packats rapporterades dock att omkring 10 000 åskådare kom och tittade på USA-Sovjetunionen och USA-Tjeckoslovakien i ishockeyturneringen. Anläggningen revs 1983 då taket kollapsade efter att ha blivit överbelastat då för mycket snö hade fallit. Platsen är numera en parkeringsplats.